# Moetzes Gedolei HaTorah
El Consejo de Sabios de la Torá (en hebreo: מועצת גדולי התורה) (en inglés: Council of Torah Sages), de la asociación Agudath Israel de América, es una organización de liderazgo, religiosa, política, y un lobby que representa los intereses de la comunidad judía ortodoxa americana, ante las agencias gubernamentales estatales y federales. El consejo está formado principalmente por los jefes de las yeshivot y por los rebes jasídicos. La asamblea rabínica dirige las políticas de la organización, y tiene el liderazgo efectivo de la asociación Agudath Israel. El consejo fue fundado en 1941. La asamblea rabínica establece cuales son las políticas a seguir, y dirige la organización siguiendo los sagrados preceptos de la Torá y la Halajá.